# Impasse Marteau
Impasse Marteau är en återvändsgata i Quartier de la Chapelle i Paris 18:e arrondissement. Impasse Marteau, som börjar vid Avenue de la Porte-de-la-Chapelle, är uppkallad efter en tidigare fastighetsägare i grannskapet.

## Omgivningar
- Allée Valentin-Abeille
- Avenue du Président-Wilson
- Porte de la Chapelle
- Boulevard Périphérique

## Bilder
| - Avenue du Président-Wilson. - Porte de la Chapelle. |

## Kommunikationer
- Tunnelbana – linje  – Porte de la Chapelle
- Busshållplats Abeille – Paris bussnät, linje NEY-FLA

### Webbkällor
- ”Impasse Marteau”. Mairie de Paris. http://www.v2asp.paris.fr/commun/v2asp/v2/nomenclature_voies/Voieactu/6049.nom.htm. Läst 27 februari 2021.
- ”Impasse Marteau”. Les rues de Paris. https://www.parisrues.com/rues18/paris-18-impasse-marteau.html. Läst 27 februari 2021.